# كراكي طويل الزعنفة
كراكي طويل الزعنفة أو كراكي أصفر (الاسم العلمي: Dinolestes lewini)، نوع سمك من رتبة الفرخيات. وهو النوع الوحيد في جنس كراكية طويلة الزعنفة(Dinolestes) وفصيلة كراكيات طويلة الزعانف (Dinolestidae).
إنها سمكة طويلة مدببة الخطم، فضية اللون، تشبه في مظهرها الباراكودا، ويصل أقصى طول لها إلى 84 سم (33 بوصة). إنها تستوطن المياه الساحلية في جنوب أستراليا، بما في ذلك نيو ساوث ويلز ، على أعماق تتراوح بين 5 و65 م (16 و 213 قدمًا).